# Gérard Oury

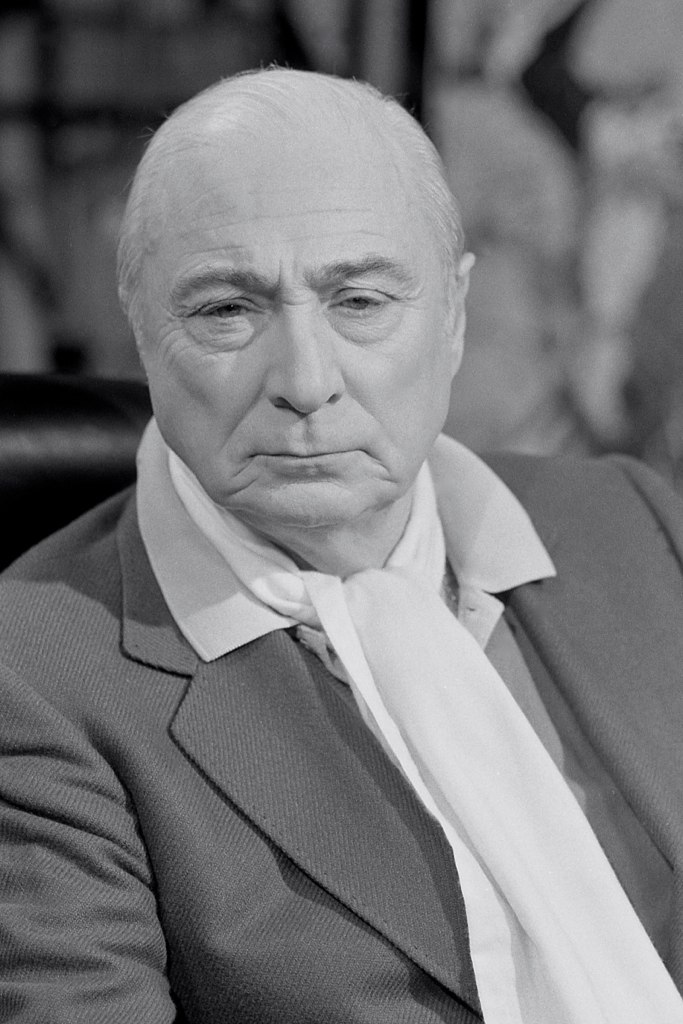
Gérard Oury (1984)

Gérard Oury (* 29. April 1919 in Paris, Frankreich; † 20. Juli (laut Grabstein: 19. Juli) 2006 in Saint-Tropez, Frankreich; eigentlich Max-Gérard Houry) war ein französischer Filmregisseur und Drehbuchautor. Er wurde ab den 1960er Jahren bekannt für seine schrillen Komödien mit eher robustem Humor und drehte mit Schauspielern wie Bourvil, Louis de Funès, Pierre Richard oder Jean-Paul Belmondo. Er verfasste die Drehbücher zu seinen Filmen fast alle selbst. Er galt als Frankreichs beliebtester Filmemacher.

## Leben
Gérard Oury wurde 1919 als Max-Gérard Houry Tennenbaum, Sohn des Geigers Serge Tennenbaum und der Kunstkritikerin Marcelle Houry, geboren. Er hatte gerade das Konservatorium der Darstellenden Künste absolviert, als der Zweite Weltkrieg ausbrach und ein Jahr später – im Juni 1940 – die Vichy-Regierung die deutsche Besetzung des nordwestlichen Teils Frankreichs anerkannte. Laut Definition der NS-Behörden war Oury »Volljude« und wurde mit Dekret vom Oktober 1940, in welchem der »jüdische Einfluss auf die Kultur« gestoppt werden soll, mit einem Berufsverbot belegt. Gérard Oury war ursprünglich ausgebildeter Theater-Schauspieler und Mitglied der Comédie-Française. Ende der 1950er Jahre begann er mit Kriminalfilmen. Durch seinen Freund und späteren Lieblingsdarsteller Louis de Funès wurde er überredet, zur Komödie zu wechseln. In den 1960er Jahren entwickelte er seinen publikumswirksamen Komödienstil mit einer Vielzahl von Gags und einem rasanten Regiestil. Zu Oury populärstem Film wurde Drei Bruchpiloten in Paris (1966) mit Louis de Funès und Bourvil, eine Komödie, die während der deutschen Besatzung von Paris spielt und mit 17 Millionen Besuchern jahrzehntelang der größte französische Kinoerfolg war. Auch Komödien wie Das Superhirn (1969) oder Die Abenteuer des Rabbi Jakob (1973) wurden zu großen internationalen Kinohits.
1993 erhielt Gérard Oury den Ehrencésar.
Aus einer früheren Beziehung mit der Schauspielerin Jacqueline Roman ging seine Tochter Danièle Thompson (* 1942) hervor, die in Frankreich ebenfalls eine bekannte Drehbuchautorin und Filmregisseurin ist. 1960 heiratete er die Schauspielerin Michèle Morgan, mit der er bis zu seinem Tod verheiratet blieb.

## Filmografie (Auswahl)

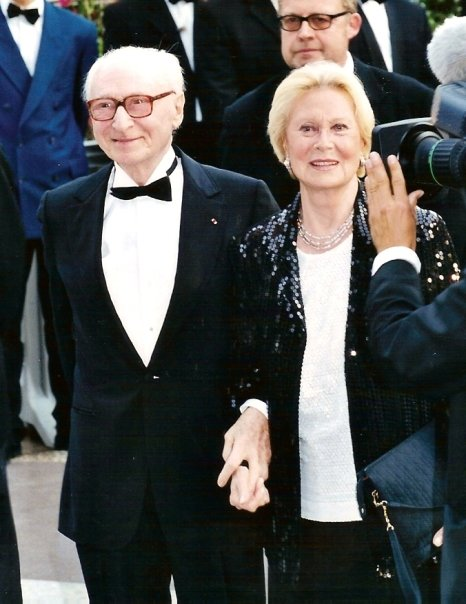
Gérard Oury gemeinsam mit Michèle Morgan (2001)

- 1949: Ritter seines Königs (Du Guesclin)
- 1953: Im Schatten des Korsen (Sea Devils) (Schauspieler)
- 1953: Das Herz aller Dinge (The Heart of the Matter)
- 1954: Die seltsamen Wege des Pater Brown (Father Brown)
- 1955: Die Helden sind müde (Les héros sont fatigués)
- 1956: In den Krallen der Gangster (House of Secrets)
- 1959: Die Reise (The Journey)
- 1959: Mit dem Rücken zur Wand (Le dos au mur)
- 1960: La Main chaude
- 1961: Die Drohung (La Menace)
- 1962: Verbrechen aus Liebe (Le Crime ne paie pas)
- 1963: Der Preis (The Prize)
- 1965: Scharfe Sachen für Monsieur (Le Corniaud) (Regie, Drehbuch)
- 1966: Drei Bruchpiloten in Paris (La Grande Vadrouille) (Regie, Drehbuch)
- 1969: Das Superhirn (Le Cerveau) (Regie, Drehbuch)
- 1971: Die dummen Streiche der Reichen (La Folie des grandeurs) (Regie, Drehbuch)
- 1973: Die Abenteuer des Rabbi Jacob (Les Aventures de Rabbi Jacob) (Regie, Drehbuch)
- 1978: Der Sanfte mit den schnellen Beinen (La Carapate) (Regie, Drehbuch)
- 1980: Der Regenschirmmörder (Le Coup du parapluie) (Regie, Drehbuch)
- 1982: Das As der Asse (L’As des as) (Regie, Drehbuch)
- 1984: La Vengeance du serpent à plumes (Regie, Drehbuch)
- 1987: Wer hat dem Rabbi den Koks geklaut? (Lévy et Goliath) (Regie, Drehbuch)
- 1989: Geheimauftrag Erdbeer Vanille (Vanille fraise) (Regie, Drehbuch)
- 1993: La Soif de l’or (Regie, Drehbuch)
- 1996: Fantôme avec chauffeur (Regie)
- 1999: Le Schpountz (Regie)

## Auszeichnungen
- 1975 Nominierung für den Golden Globe für den besten fremdsprachigen Film für Die Abenteuer des Rabbi Jacob
- 1993 erhielt er den Ehrenpreis des César
- 1998 Aufnahme in die Pariser Académie des Beaux-Arts